# محمد الخضر حسين
محمد الخضر حسين (1293- 1377 هـ/ 1876- 1958 م) عالم دين تونسي، من أصول جزائرية. تولى مشيخة الأزهر من 1952- 1954. وكان أولَ شيخ للأزهر يستقيل من منصبه في مشيخة الأزهر. خاله الشيخ محمد مكي بن عزوز، وشقيقه الشيخ زين العابدين التونسي، وابن أخيه الأستاذ علي الرضا الحسيني الذي أصدر أعماله الكاملة.

## مولده ونشأته
ولد محمد الخضر حسين في مدينة نفطة بتونس في 26 رجب سنة 1293هـ الموافق 16 أغسطس 1876م. وهو جزائري الأصل، فجدُّه علي بن عمر ولد في مدينة طولْقة بولاية بسكرة جنوب الجزائر نحو عام 1169هـ، وتوفي فيها عام 1258هـ ودُفن في زاويته للطريقة الرحمانية الخلوتية. وجدُّه لأمه هو الشيخ مصطفى بن محمد بن عزوز، ولد في بلدة البُرج قرب طولقة عام 1220هـ، وتوفي في نفطة بتونس عام 1282هـ/ 1866م. وخاله الشيخ محمد المكي بن عزوز. ويبدو أن أسرته هاجرت من جنوب الجزائر إلى بلاد الجريد في تونس في منتصف القرن التاسع عشر، واستقرَّت ببلدة نفطة، إثر الاحتلال الفرنسي للجزائر عام 1830، وكان بين أفرادها الشيخ الحسين والد الشيخ محمد الخضر.
واسم الشيخ هو محمد الأخضر بن الحسين بن علي بن عمر، فلما جاء إلى الشرق حذف «بن» من اسمه على الطريقة المشرقية، وغلب عليه الخضر عوضًا عن الأخضر، ونشأ الشيخ في أسرة علم وأدب من جهتي الأب والأم، وكانت بلدة نفطة التي ولد فيها موطن العلم والعلماء، حتى إنها كانت تلقب بالكوفة الصغرى، وبها جوامع ومساجد كثيرة، وهي واحة بها زرع وفيها فلاحون.
ونشأ الشيخ في هذه البيئة طالبًا للعلم فحفظ القرآن، ودرس العلوم الدينية واللغوية على يد عدد من العلماء منهم خاله الشيخ محمد المكي بن عزوز الذي كان يرعاه ويهتم به، وحاول الشيخ منذ سن الثانية عشرة أن يقرض الشعر، ثم برع فيه بعد ذلك.
ولما بلغ الشيخ سن الثالثة عشرة انتقل إلى تونس مع أسرته ودرس في جامع الزيتونة وهناك درس على خاله محمد المكي بن عزوز الذي كان له شهرة كبيرة بالجامع ويدرس فيه مجانًا، ودرس على يد مشايخ آخرين أبرزهم الشيخ سالم بوحاجب الذي كان من أعمدة الإصلاح في تونس، درس على يديه صحيح البخاري، وقد تخرج الشيخ في الزيتونة سنة 1316هـ/ 1898م، وألقى دروسًا في الجامع في فنون مختلفة متطوعًا، وبقي كذلك مع حضور مجالس العلم والأدب المختلفة.

## حياته العلمية

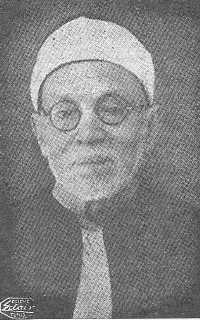
محمد الخضر حسين

رحل الشيخ في أول أمره إلى الشرق سنة 1313هـ وما كاد يصل إلى طرابلس الغرب ويستقر بها حتى عاد إلى تونس فلازم جامع الزيتونة، وفي شهر محرم سنة 1322 هـ/ أبريل 1904م أنشأ مجلة "السعادة العظمى"، وهي أول مجلة عربية ظهرت في تونس، وكانت تصدر كل نصف شهر، ولم يصدر منها سوى 21 عددًا ثم انقطع صدورها، وقد كان الشيخ يكتب أغلب مقالاتها.
ولي الشيخ قضاء بنزرت 1324هـ 1905م وقام بالتدريس في جامعها الكبير، وما لبث أن استقال وعاد إلى تونس وتطوع للتدريس في جامع الزيتونة، ثم أُحيل إليه تنظيم خزائن كتب الجامع، في سنة 1325 هـ شارك في تأسيس الجمعية الزيتونية، وخلالها عين مدرسا رسميا بجامع الزيتونة، وقام خلال هذه الفترة بالتدريس والخطابة في الجمعية الخلدونية، فلفت الأنظار بسعة علمه.

## جهاده وجهوده
رحل الشيخ إلى الجزائر وزار أمهات مدنها، وألقى بها دروسًا مفيدة، ثم عاد إلى تونس، وإلى التدريس بجامعها، وقد حاولت في هذه الفترة السلطات الفرنسية ضمه إلى المحكمة الفرنسية فرفض بشدة، وفي سنة 1329 هـ وجهت له تهمة روح العداء للغرب وخاصة سلطات الحماية الفرنسية، فأحس الشيخ بأن حياته وحريته في تونس معرضة للخطر، فسافر إلى إسطنبول بحجة زيارة خاله بها، وبدأ رحلته بمصر ثم دمشق التي استقر بها 3 سنوات ( 1913م - 1916م ) تعرض فيها للاضطهاد فسجنه جمال باشا السفاح الوالي العثماني في بلاد الشام، ثم انتقل إلى إسطنبول، وعندما سمع بأن الأحوال هدأت بتونس عاد إليها من طريق نابولي الإيطالية، لكنه وجد أن الأمر ازداد تعقيدًا، فأزمع الهجرة نهائيا واختار دمشق موطنًا ثانيًا له، وكان أخوه الشيخ زين العابدين بن الحسين التونسي قد استقرَّ فيها، وفي رحلته مرَّ بمصر والتقى مشايخَها الكبار الساكنين بها مثل الشيخ طاهر الجزائري ومحمد رشيد رضا والشيخ محب الدين الخطيب.

### مشيخة الأزهر
حصل على عضوية هيئة كبار العلماء برسالته «القياس في اللغة العربية» سنة (1370 هـ= 1950م)، ثم اختير شيخا للأزهر في 26 ذي الحجة 1371هـ/16 سبتمبر 1952م). استقال في (2 جمادى الأولى 1373 هـ /7 يناير 1954م).

### استقالته من الأزهر
استقال من مشيخة الأزهر في 7 يناير عام 1954 م - 2 من جمادى الأولى 1373هـ احتجاجاً على إلغاء القضاء الشرعي ودمجه في القضاء المدني.

## مؤلفاته

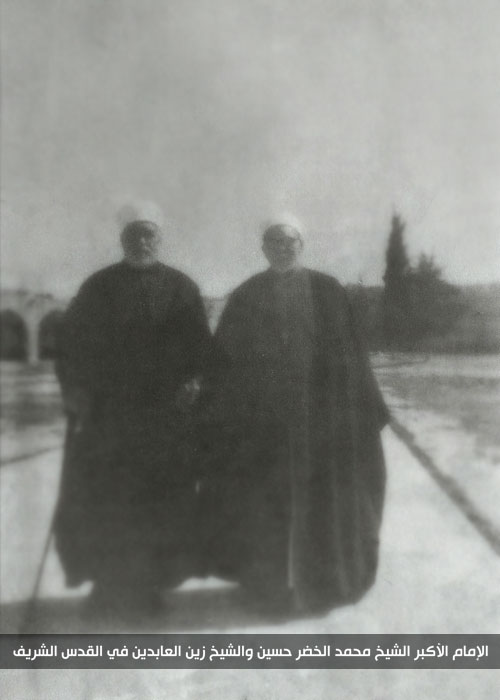
محمد الخضر حسين وشقيقه زين العابدين بن الحسين التونسي في القدس

- رسائل الإصلاح[11]، وهي في ثلاثة أجزاء.
- ديوان شعر «خواطر الحياة».
- بلاغة القرآن

- أديان العرب قبل الإسلام
- تونس وجامع الزيتونة

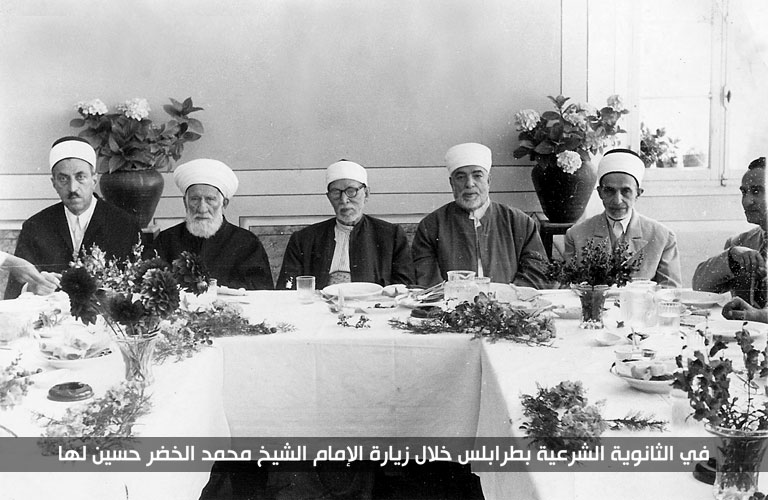
محمد الخضر حسين وعن يساره شقيقه زين العابدين بن الحسين التونسي في طرابُلُس

- تونس، 67 عاما تحت الاحتلال الفرنساوي 1881-1948
- حياة ابن خلدون ومثل من فلسفته الاجتماعية.[12]
- دراسات في العربية وتاريخها
- الرحلات
- الحرية في الإسلام
- الخيال في الشعر العربي.
- آداب الحرب في الإسلام.
- تعليقات على كتاب الموافقات للشاطبي.
- نقض كتاب الإسلام وأصول الحكم
- نقض كتاب في الشعر الجاهلي

إلى جانب بحوث ومقالات نشرت في مجلة الأزهر (نور الإسلام) ولواء الإسلام والهداية الإسلامية.
- موسوعة الأعمال الكاملة للشيخ محمد الخضر حسين، جمعها واعتنى بها ابن أخيه علي الرضا الحسيني.

## وفاته
توفي محمد الخضر حسين في القاهرة 13 رجب 1377هـ الموافق 28 فبراير 1958م.